# Giovanni Allevi 2005-2008
Giovanni Allevi 2005-2008 è la seconda raccolta del compositore e pianista Giovanni Allevi per l'etichetta discografica Ricordi, pubblicata il 28 novembre 2008.
È composta di 3 CD: No Concept, Joy ed Evolution (ossia i 3 dischi in studio pubblicati per questa etichetta).

## Tracce
No concept
1. Go with the flow - 3:35
2. Ciprea - 2:57
3. Come sei veramente - 6:07
4. Prendimi - 2:49
5. Ti scrivo - 2:45
6. Regina dei cristalli - 2:07
7. Ossessione - 2:34
8. Sospeso nel tempo - 1:17
9. Le tue mani - 2:30
10. Qui danza - 2:28
11. Notte ad Harlem - 5:08
12. Pensieri nascosti - 2:29
13. Breath - 8:40

Joy
1. Panic - 4:40
2. Portami via - 4:09
3. Downtown - 4:32
4. Water dance - 4:11
5. Viaggio in aereo - 2:32
6. Follow you - 5:31
7. Vento d'Europa - 5:27
8. L'orologio degli dei - 6:26
9. Back to life - 4:38
10. Jazzmatic - 3:43
11. Il bacio - 3:33
12. New renaissance - 3:37

Evolution
1. Foglie di Beslan - 6:43
2. Whisper - 3:37
3. Keep moving - 2:40
4. A perfect day - 6:09
5. Come sei veramente - 5:44
6. Angelo ribelle - 6:36
7. Corale - 2:10
8. Prendimi - 2:50
9. 300 Anelli (parte 1) - 6:33
10. 300 Anelli (parte 2) - 9:09